# اوخوتنیچه (شهرداری یالتا)
اوخوتنیچه (به لاتین: Okhotnyche) یک منطقهٔ مسکونی در اوکراین است که در شهرداری یالتا واقع شده‌است. اوخوتنیچه ۱۷ نفر جمعیت دارد و ۱٬۱۶۰ متر بالاتر از سطح دریا واقع شده‌است.